# Tierfett

Allgemeine chemische Struktur von Tierfett, einem Triglycerid: (R^{1}, R^{2} und R^{3} sind Alkyl- oder Alkenylreste mit einer meist ungeraden Anzahl von Kohlenstoffatomen), je nach Art der gebundenen Fettsäure (Linolsäure, Palmitinsäure, Stearinsäure etc.)

Tierfette sind verschiedene Fette und Milchfette, die von Tieren stammen.

## Beschreibung
Tierfette und -öle werden eingeteilt in Milchfette (Streichfette) sowie in Körperfette der Land- und Seetiere. Milchfette sind Molkereiprodukte. Andere Tierfette werden durch Auspressen und Ausschmelzen gewonnen aus Nebenprodukten der Schlachterei.
Körperfette sind meist Geflügelfett, Schweinefett und -schmalz, Talg, Nierenfett→Rindernierenfett, Fischfett und Fischöl. Es werden aber auch andere Fette z. B. Pferdefett oder Wildtierfette wie Murmeltierfett, Dachsfett etc. verwendet.
Eine besondere Gruppe bilden die Seetierfette, Seetieröle. Dies sind Fette und Öle von Meerestieren, sie werden unterteilt in Fischfette, Säugetierfette und sonstige Seetierfette; wie Schildkröten- und Krabbenöl.
Die Säugetier- und Fischfette werden ungereinigt als Tran bezeichnet, da bei ihnen der Anteil an ungesättigten Fettsäure-Resten in den Triglyceriden überwiegt. Dadurch sinkt ihr Schmelzpunkt, und reiner Tran verflüssigt sich bei Raumtemperatur. Man unterteilt sie in Körperöle, -fette und Leberöl (Lebertran), je nach dem verwendeten Körperteil beim Ausschmelzen. Beim Walfang wurden beide Rohstoffe gewonnen und mit dessen Rückgang nahm die Verbreitung von Körperölen ab. Leberöle werden weiterhin durch die Verwendung der Organe von Dorschen, Schellfisch, Kabeljau, Heilbutt und Kleinwalen erzeugt.
Als „Tieröle“ (Oleum animale, Oleum animale foetidum crudum) werden auch durch Pyrolyse und Destillation aus Knochen und tierischen Abfallprodukten (Klauen, Hufen, Knorpel, Haare und Haut) gewonnene Flüssigkeiten bezeichnet. Dippels Tieröl ist heute kaum noch erhältlich. Es hat eine dunkle Farbe, eine dickliche Konsistenz und einen intensiven unangenehmen Geruch. Es ist in Alkohol löslich und leichter als Wasser, bei wiederholter Rektifikation erhält man ein farbloses Öl. Unter der alten Bezeichnung bekommt man meist ein Erdöl-Destillat, ein flüssiges Paraffin Paraffinum liquidum DAB, in Apotheken. Die dünnflüssige Variante (Paraffinum perliquidum) wird auch als Nähmaschinenöl bezeichnet.
Auch wird Knochenöl unterschieden, das aus zerkleinerten Röhrenknochen sowie aus Knochenfett gewonnenen wird. Verwendet wurde es als Schmierstoff. Knochenfett kann teilweise so verwendet werden, den Rest erhält man aus den restlichen, zerkleinerten Knochen, entweder durch Auskochen oder mittels Lösemittelextraktion. Auch Rinderklauenöl bzw. Klauenöl wurde hergestellt.
Tierfette können (im Gegensatz zu Mineralölen und -fetten) durch Alkalien verseift und somit wasserlöslich gemacht werden. Sie können ebenso durch Oxidation (Lipidperoxidation) und Polymerisation eindicken, trocknen oder sich zersetzen (ranzig werden).

## Industrielle Verwertung
Außer in der Ernährungsindustrie finden Tierfette auch Verwendung in der oleochemischen Industrie. Die Menge von Fetten tierischen Ursprungs beträgt etwa 350.000 Tonnen pro Jahr, die in verschiedene Produktketten laufen. So wird ein großer Anteil an Tierfetten zu Tensiden für die Waschmittelindustrie oder zu biogenen Schmiermitteln verarbeitet. Ein anderer Teil wird als Kraftstoff aufbereitet und in speziell umgerüsteten Nutzfahrzeugen verbraucht.